# Chaetonotus ichthydioides
Chaetonotus ichthydioides is een buikharige uit de familie Chaetonotidae. De wetenschappelijke naam van de soort werd in 1999 voor het eerst geldig gepubliceerd door Tongiorgi, Fregni & Balsamo. De soort wordt in het ondergeslacht Chaetonotus geplaatst.